# Suite francese (film)
Suite francese (Suite française) è un film del 2014 diretto da Saul Dibb, basato sulla seconda parte, intitolata Dolce, dell'omonimo romanzo di Irène Némirovsky, pubblicato postumo nel 2004, a più di sessant'anni dalla sua stesura.

## Trama
Durante la seconda guerra mondiale Lucille Angellier vive assieme all'autoritaria suocera in un piccolo paese della campagna francese. La donna attende notizie del marito, che non ha mai veramente amato, partito per la guerra e caduto prigioniero dei tedeschi e trova conforto nel suo pianoforte.
La vita della tranquilla cittadina viene sconvolta dall'occupazione dei nazisti e Lucille incontra l'affascinante tenente tedesco Bruno von Falk, assegnatole come ospite nella sua abitazione. Nonostante le iniziali resistenze di lei, tra i due nasce un'intensa storia d'amore. A impedire che i due possano amarsi intervengono le vicende belliche.
Uno dei mezzadri della tenuta di Lucille, Benoît, uccide l'ufficiale tedesco che viveva in casa sua e che cercava di insidiargli la moglie. L'omicidio del soldato mette in moto la rappresaglia tedesca e lo stesso Bruno è costretto a comandare il plotone di esecuzione per giustiziare il sindaco del paese.
Una donna ebrea, che si nascondeva, viene scoperta e arrestata durante le perquisizioni per la ricerca di Benoît, ma la figlia viene accolta e protetta dalla suocera di Lucille, che si dimostra così meno dura di quello che appariva; approva anche l'azione della nuora che aveva aiutato Benoît, nascondendolo in una stanza segreta presso la loro abitazione.
Nel finale Lucille e Benoît scappano a Parigi per unirsi alla resistenza con un lasciapassare fornito da Bruno, che li aiuta anche dopo che i due sono stati fermati a un posto di blocco e hanno ucciso i militari tedeschi che lo presidiavano. Un ultimo abbraccio fra Lucille e Bruno sancisce l'impossibilità di un amore diviso dalle vicende belliche.

## Produzione

### Sviluppo
Il 9 novembre 2006 i diritti del romanzo di Irène Némirovsky Suite francese (scritto durante l'occupazione nazista della Francia, ma pubblicato postumo nel 2004) sono stati acquistati da Universal Pictures. Ronald Harwood, autore della sceneggiatura de Il pianista, era stato ingaggiato per scrivere la sceneggiatura, con Kathleen Kennedy e Frank Marshall alla produzione. L'anno successivo, TF1 Droits Audiovisuels ha acquistato i diritti del romanzo dalla casa editrice Éditions Denoël.
Il romanzo è stato poi adattato per il grande schermo da Saul Dibb e Matt Charman, con Dibb alla regia.

### Riprese

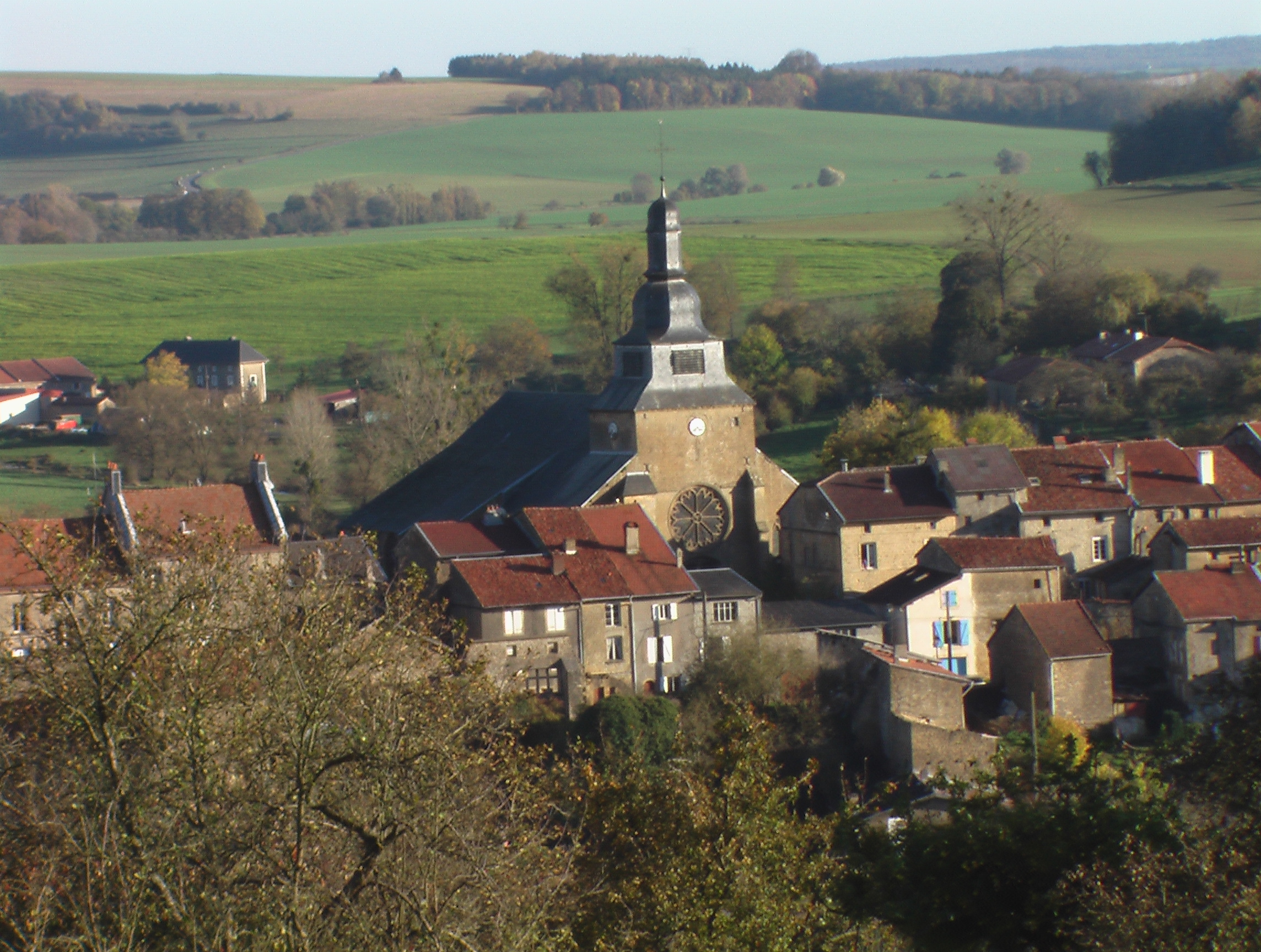
Parte delle riprese si sono svolte a Marville.

Con un budget che si aggirava attorno ai 20 milioni di dollari (15 milioni di euro), le riprese del film sono iniziate 24 giugno 2013.
Il cast e la troupe hanno trascorso otto settimane in Belgio e otto giorni in Francia. In Belgio le riprese hanno avuto luogo nelle province dell'Hainaut e Brabante Vallone e nel comune di Virton. Dal 10 luglio le riprese si sono svolte nel villaggio di Marville nel dipartimento della Mosa. Le riprese si sono concluse il 2 settembre del 2013.
Il compositore francese Alexandre Desplat era stato inizialmente ingaggiato per comporre le musiche del film, ma è stato sostituito da Rael Jones. La colonna sonora è stata registrata agli Abbey Road Studios di Londra.
I costumi sono stati curati dal costumista inglese Michael O'Connor, che ha già lavorato con Dibb ne La duchessa. La truccatrice premio Oscar Jenny Shircore si è occupata di trucco e acconciature.

## Distribuzione
Il primo trailer è stato diffuso il 24 ottobre 2014. Il film è stato mostrato in anteprima al 5 novembre 2014 all'American Film Market, nel tentativo di trovare un distributore americano. Il film è stato distribuito nelle sale cinematografiche del Regno Unito il 13 marzo 2015. In Italia è stato distribuito il 12 marzo 2015.
Il 22 ottobre 2017 il film è stato trasmesso in prima visione e in prima serata su Rai 3, replicato successivamente il 20 ottobre 2019 sul canale Rai Movie in prima serata.